# Zentrygon
A Zentrygon a madarak osztályának galambalakúak (Columbiformes) rendjéhez és a galambfélék (Columbidae) családjához tartozó  nem. A nembe sorolt fajokat a Geotrygon nemből választották le.

## Rendszerezésük
A nemet Richard C. Banks, Jason D. Weckstein,  James V. Remsen, Jr. és Kevin P. Johnson írták le 2013-ban, az alábbi fajok tartoznak ide:
- Costa Rica-i földigalamb (Zentrygon costaricensis)
- Zentrygon carrikeri
- bíborhátú földigalamb (Zentrygon lawrencii)
- fehércsíkos földigalamb (Zentrygon albifacies)
- fehérképű földigalamb (Zentrygon frenata)
- csíkos földigalamb (Zentrygon linearis)
- chiriqui földigalamb (Zentrygon chiriquensis)
- Goldman-földigalamb (Zentrygon goldmani)

## Előfordulásuk
Mexikó, Közép-Amerika és Dél-Amerika területén honosak. Természetes élőhelyeik a szubtrópusi vagy trópusi esőerdők és cserjések. Állandó nem vonuló fajok.

## Megjelenésük
Testhosszuk 24–36 centiméter körüli.